# Erich Lattmann
Erich Lattmann (* 11. Dezember 1894 in Goslar; † 11. September 1984 in Kassel) war ein deutscher Militärjurist. Während des Zweiten Weltkrieges war er zuerst Leiter der Gruppe Rechtswesen beim Oberkommando des Heeres (OKH). Zusammen mit Generaloberstabsrichter Rudolf Lehmann beim Oberkommando der Wehrmacht (OKW) bildete Lattmann eine entscheidende Instanz für die Haltung der Wehrmacht gegenüber völkerrechtlichen Fragen: Seitens des OKH war er entscheidend an der rechtlichen Gestaltung des Kriegsgerichtsbarkeitserlasses und des Kommissarbefehls beteiligt. Ab November 1942 war Lattmann Richter am Reichskriegsgericht, zuletzt im Range eines Generalrichters. Nach dem Krieg sagte er als Zeuge in den Nürnberger Prozessen aus, in denen sein Kollege Rudolf Lehmann als einziger Militärjurist angeklagt war. Ein Verfahren gegen Lattmann selbst wurde 1983 nach 19-jähriger Verfahrensdauer vor bundesdeutschen Gerichten eingestellt.

## Leben
Erich Lattmann trat 1912 mit 18 Jahren den Militärdienst im Kaiserlichen Heer an, erst im 78. Infanterie-Regiment und später im 167. Infanterie-Regiment. Von 1914 bis 1918 nahm er am Ersten Weltkrieg teil, an dessen Ende er in britische Kriegsgefangenschaft geriet. 1924 trat er in den Stahlhelm ein, und wurde dadurch später in die SA-Reserve überführt, wo er den Dienstgrad SA-Sturmbannführer erreichte. Von 1927 bis 1930 studierte er Rechtswissenschaften an der Universität Göttingen, wo er abschließend mit einer Arbeit über den Begriff Verfassungsstreitigkeiten in der Weimarer Verfassung promoviert wurde. Von 1930 bis 1933 arbeitet Lattmann erst als Referendar, dann als Assessor an Gerichten in Göttingen und Celle.
Nach der „Machtergreifung“ war er von November 1933 bis Februar 1934 auf eigene Bewerbung hin als Lehrer für militärischen Unterricht im „Referendar-Lager Jüterbog“ tätig (auch Lager Hanns Kerrl genannt), einer „Indoktrinationsstätte“ des Bundes Nationalsozialistischer Deutscher Juristen. 1934 trat Lattmann als Heeresrichter in den Heeresjustizdienst ein, nach einem halben Jahr wurde er im Oktober 1934 zum Kriegsgerichtsrat ernannt. Von 1934 bis 1936 durchlief er verschiedene Stationen als Richter im Wehrkreisgericht I (Königsberg) und an verschiedenen Divisionsgerichten. Ab Oktober 1936 wurde Lattmann für ein halbes Jahr zur Rechtsabteilung im Reichskriegsministerium abgestellt, bevor er im Februar 1937 zum Richter am Militärgericht des I. Armeekorps ernannt wurde. Nach einem Jahr wurde er im Februar 1938 nach Beförderung zum Oberkriegsgerichtsrat zum Oberkommando des Heeres (OKH) versetzt.
Kurz vor Ausbruch des Zweiten Weltkrieges wurde er Ende August 1939 im Zuge der Mobilmachung zum Leiter der Gruppe Rechtswesen beim OKH ernannt. In dieser Funktion wurde er Ende Oktober 1942 von Generalrichter Otto Grünewald abgelöst. Ab November 1942 bis Kriegsende war Lattmann Richter am Reichskriegsgericht (RKG), wo er im Mai 1944 zum Generalrichter befördert wurde. Er leitete den 4. Senat des RKG und war an einer Reihe von Todesurteilen beteiligt. Noch im März 1945 fällte der 1. Senat unter Lattmanns Leitung ein Todesurteil in Abwesenheit gegen Generalmajor Botho Henning Elster wegen dessen Kapitulation beim Rückzug aus Frankreich.
Im Mai 1945 geriet Lattmann in amerikanische Kriegsgefangenschaft, aus der er im Mai 1947 entlassen wurde. Er fand eine neue Anstellung als Amtsgerichtsrat, später als Oberamtsrichter in Clausthal-Zellerfeld. Im Mai 1948 sagte er beim XII. Nachfolgeprozess zum Nürnberger Kriegsverbrechertribunal (OKW-Prozess) als Zeuge aus, bei dem der OKW-Jurist Rudolf Lehmann angeklagt war. Die Zentralstelle der Landesjustizverwaltungen in Ludwigsburg bereitete 1965–72 ein Verfahren gegen Lattmann selbst vor, das 1972 von der Staatsanwaltschaft Kassel eröffnet wurde. 1983 wurde das Verfahren wegen Verhandlungsunfähigkeit Lattmanns eingestellt.